# Silius Italicus
Silius Italicus (26 körül – 101), teljes nevén Titus Catius Silius Italicus ókori római epikus költő.

## Élete, művei
Eleinte a közpályán mozgott és azon egészen a konzulátusig emelkedett (68), majd Ázsia helytartója volt. Később visszavonult, és mint jómódú földbirtokos élt a költészetnek és más szépművészetnek. Nagy műve a Punica, amely 17 könyvben tárgyalja a második pun háborút.

## Magyarul
- Ioannes Petki: Az Virtvsnak es Volvptasnak egy massal valo vetekedesek, kit az erdelyi nemes iffiaknak tanusagara, most forditottak magyarul Silius Italicusbol; Heltai ny., Kolozsvár, 1610